# Dżanfida
Dżanfida – wieś w Armenii, w prowincji Armawir. W 2011 roku liczyła 2936 mieszkańców.